# Soledad Miranda
Soledad Miranda (eigentlich Soledad Rendón Bueno; * 9. Juli 1943 in Sevilla; † 18. August 1970 in Lissabon), auch Susann Korda oder Susan Korday, war eine spanische Schauspielerin andalusischer Herkunft. Während der 1960er- und in den frühen 1970er-Jahren war sie eine der bekanntesten B-Movie-Schauspielerinnen Europas. Außerdem war sie Tänzerin, Sängerin und Malerin.

## Leben
Soledad Miranda war die Nichte der Sängerin und Schauspielerin Paquita Rico (1929–2017).
Sie erhielt schon früh Unterricht im Flamencotanz und nahm bereits mit acht Jahren an Tanzwettbewerben teil. Ihren ersten Filmauftritt hatte sie 1960 im Alter von 16 Jahren als Tänzerin im Film La bella Mimí. Im gleichen Jahr erhielt sie eine weitere kleine Rolle in einem der ersten Filme Jess Francos. Sie spielte einige weitere Rollen, bevor sie 1964 mit Fuego in ihrem ersten düsteren Film mitspielte. Gleichzeitig versuchte sich Soledad auch als Sängerin, veröffentlichte aber lediglich zwei EPs, die überwiegend spanisch gesungene Versionen von Liedern englischer, italienischer und französischer Herkunft enthielten.
Im Jahr 1967 heiratete Soledad Miranda den Schauspieler und Autorennfahrer José Manuel da Conceiçao Simones, von dem sie einen Sohn zur Welt brachte. Sie hatte eigentlich vor, nicht mehr als Schauspielerin zu arbeiten, wurde aber in den späten 1960ern von Jess Franco zum Comeback überredet. Sie spielte an der Seite von Christopher Lee in Francos Version von Dracula. Um ihren Familiennamen nicht mit den freizügigen und düsteren Filmrollen zu belasten, kreierte Franco für sie das Pseudonym Susan(n) Korda, angelehnt an die deutsche Schauspielerin Susanne Korda. Manchmal wurde der Name auch als Korday anglisiert. Sie wurde zu Francos Lieblingsdarstellerin und übernahm die Hauptrolle in Eugénie, einem Film nach dem Roman Eugenie de Franval des Marquis de Sade.
Ihre Auftritte in den drei folgenden Jess-Franco-Produktionen werden als Soledad Mirandas Paraderollen angesehen. Im Edgar-Wallace-Film Der Teufel kam aus Akasava hatte sie eine Rolle als Agentin auf der Suche nach einem verschwundenen Wissenschaftler und seiner Entdeckung. In Vampyros Lesbos – Erbin des Dracula spielte Miranda die Gräfin Nadine Carody, die junge Frauen verführt, um an ihnen ihren Blutdurst zu stillen, und in Sie tötete in Ekstase brachte sie als Ehefrau eines Wissenschaftlers die Männer um, die ihren Mann in den Selbstmord getrieben hatten.
Durch diese Produktionen wurde Filmproduzent Artur Brauner auf Soledad Miranda aufmerksam und offerierte ihr einen dreijährigen Vertrag, bei dem sie die Hauptrolle in zwei Großproduktionen pro Jahr hätte übernehmen sollen. Als Soledad am 18. August 1970 mit ihrem Mann zu den Vertragsverhandlungen mit Brauner fahren wollte, kam es in der Nähe Lissabons zu einem Autounfall, an dessen Folgen die Schauspielerin verstarb. Sie ist in Lissabon begraben.
An ihren Auftritten in Jess Francos Filmen wurden während der 1970er-Jahre die meisten europäischen Horrorfilmdarstellerinnen gemessen. Viele nahmen sich Soledad Miranda zum Vorbild.

## Auszeichnung & Ehrungen
Eine Straße in ihrer Geburtsstadt Sevilla heißt ihr zu Ehren Calle de Soledad Miranda.
Im Jahr 1997 erschien der Sampler The Spirit of Vampyros Lesbos mit 14 Titeln u. a. von Rockers Hi-Fi, Dr. Israel, DJ Hell, Two Lone Swordsmen und Alec Empire. Das Album zeigt Fotos von ihr auf dem Cover sowie auf der Rückseite und enthält die Widmung „dedicated to the memory of Soledad Miranda“.
2015 wurde Soledad Miranda, una flor en el desierto veröffentlicht, ein spanischer Dokumentarfilm von Pepe Flores und Francisco Millán, an dem zahlreiche ehemalige Wegbegleiter und Familienangehörige mitwirkten.

## Filmografie
- 1960: La bella Mimí
- 1960: La reina del Tabarin
- 1960: Ursus – Rächer der Sklaven (Ursus)
- 1961: Canción de cuna
- 1962: Bochorno
- 1962: Cuatro bodas y pico
- 1962: Fin de Semana
- 1963: Eva 63
- 1963: Die Kastilier (El valle de las espadas)
- 1963: Las hijas de Helena
- 1963: Fuego
- 1964: El sonido prehistórico
- 1964: A canção da Saudade
- 1964: Los gatos negros
- 1964: Un dia en Lisboa (Kurzfilm)
- 1964: Playa de Formentor
- 1965: Currito de la Cruz
- 1965: La Familia y... uno mas
- 1965: ¡Es mi hombre!
- 1966: Rocco – der Mann mit den zwei Gesichtern (Sugar Colt)
- 1967: Cervantes – Der Abenteurer des Königs (Cervantes)
- 1968: 100 Gewehre (100 Rifles)
- 1969: Las ratas (Fernsehfilm)
- 1969: La última moda (Fernsehfilm)
- 1969: Soltera y madre en la Vida
- 1969: Estudio amueblado 2.P.
- 1969: Nachts, wenn Dracula erwacht (El Conde Drácula)
- 1969: Cuadecuc – Vampir (Dokumentarfilm)
- 1969: Sex Charade
- 1970: Lola la piconera (Fernsehfilm)
- 1970: Die nackten Augen der Nacht (Les cauchemars naissent la nuit)
- 1970: Eugenie de Sade
- 1970: Vampyros Lesbos – Erbin des Dracula (Las Vampiras)
- 1970: Sie tötete in Ekstase
- 1971: Der Teufel kam aus Akasava (El diablo que vino de Akasawa)

## Diskografie

### EPs
- 1964: Pelucón / Amor perdóname / Lo que hace a las chicas llorar / No leas mi carta (Belter 51.451)
- 1965: Chim Chim Chery / El color del amor / No lo quiero / La verdad (Belter 51.598)